# لوبیخنگا ماوا
لوبیخنگا ماوا (به لاتین: Lubiechnia Mała) یک روستا در لهستان است که در گمینا ژپین واقع شده‌است. لوبیخنگا ماوا ۶۰ نفر جمعیت دارد.